# Wessel Albertus van Hengel

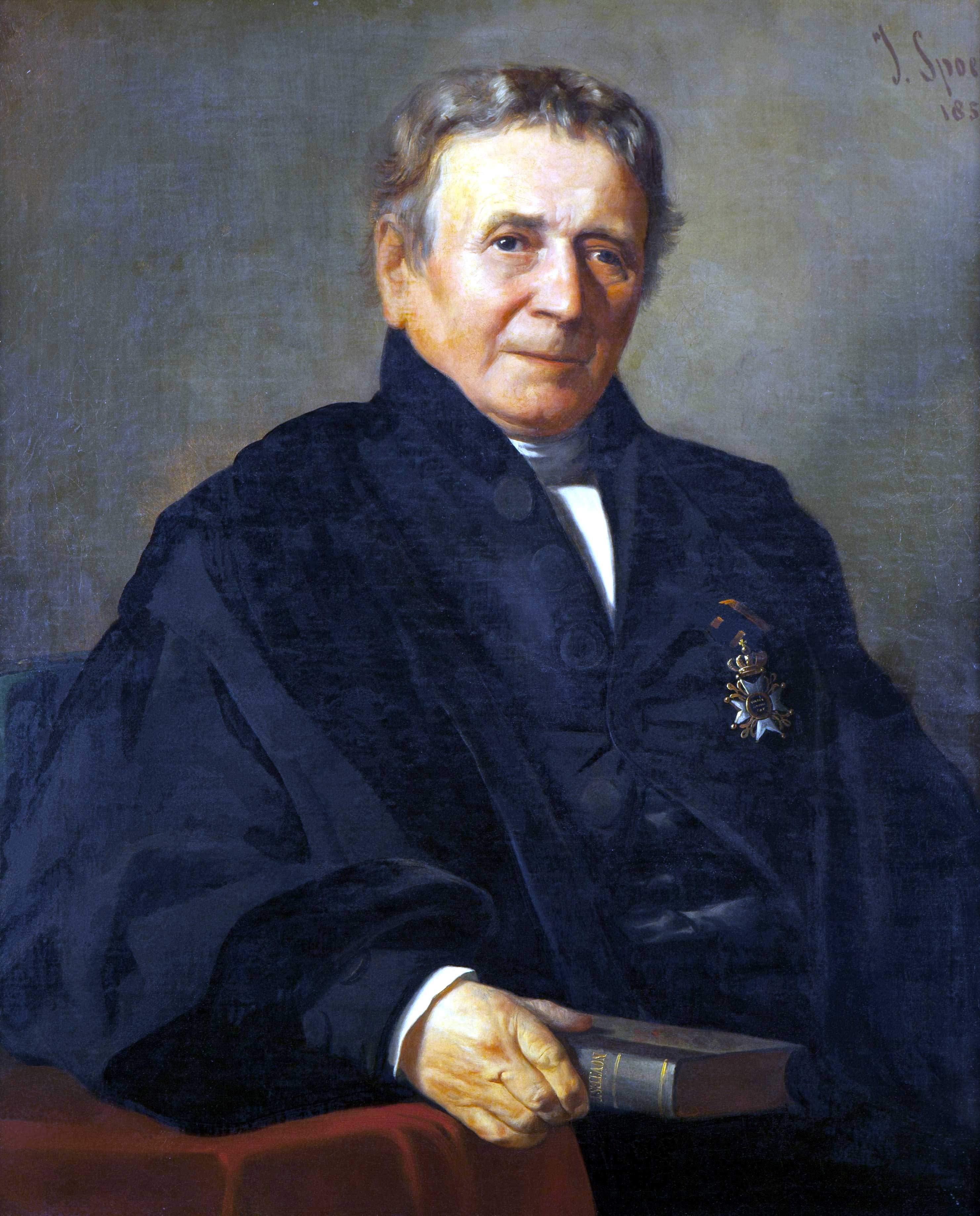
Wessel Albertus van Hengel

Wessel Albertus van Hengel (* 12. November 1779 in Leiden; † 6. Februar 1871 ebenda) war ein niederländischer reformierter Theologe.

## Leben
Der Sohn von Jacobus van Hengel (* 1. September 1741 in Leiden; † 5. November 1818 in Leiden) und Magaretha van Groen (* 3. Dezember 1736 in Breda; † 30. Januar 1798 in Leiden) besuchte die Grund- und Lateinschule seiner Geburtsstadt. Nachdem er diese mit der Rede de praestantia poeseos (Die Bedeutung der Poesie) verlassen hatte, begann er am 14. September 1795 ein Studium der Theologie an der Universität Leiden. Hier besuchte er unter anderem die Vorlesungen von David Ruhnken, Johan Luzac, Daniel Wyttenbach, Dionysius van de Wijnpersse und Johannes Henricus van der Palm. Seine theologische Ausbildung absolvierte er bei Sebald Fulco Johannes Rau, Jona Willem te Water, Broërius Broes und  Johannes van Voorst. Letzterer weckte in ihm eine  Vorliebe für die Auslegung des Neuen Testaments. Im Mai 1802 wurde er Kandidat des Predigtamtes, bestand am 9. November 1802 sein theologisches Examen und wurde am 2. Januar 1803 Pfarrer in Kalslagen (Prov. Nord-Holland), welche Aufgabe er mit einer Predigt über den 3. Brief des Johannes (15:14) antrat.
Hier erlebte er einen Brand, welcher einen Großteil seiner Arbeiten zerstörte. Nachdem einige Teile seiner Sammlung gerettet werden konnten, konnte er seine theologischen Studien weiter fortsetzen. Im Mai 1805 erhielt er einen Ruf als Pfarrer nach Driehuizen und Zuidschermer. Daher hielt er in Kalslagen am 8. September 1805 seine Abschiedspredigt über den 1. Brief des Paulus an die Thessalonicher (4:11) und trat am 15. September des Jahres seine neue Stelle mit einer Predigt über das Evangelium nach Matthäus (28:20) an. Hier begann er literarisch zu arbeiten. Seine erste Arbeit führte den Titel Opstel over Palestina als het beste land tot woonplaats voor de Joodsche natie (Abhandlung über Palästina als das beste Land des Wohnsitzes für die Juden). 1808 erhielt er eine Silbermedaille von der Den Haagschen Gesellschaft für die thematische Abhandlung Verhandeling over de geschiedenis van den wonderdadig opgewekten Lazarus (Abhandlung über die Geschichte der Erweckung des Lazarus).
Diese wiederum spornte ihn an eine zweite Abhandlung für die Gesellschaft zu schreiben die unter dem Titel Verhandeling over de hemelvaart en koninklijke waardigheid van Jezus Christus (Abhandlung über die Himmelfahrt und königliche Würde Jesu Christi) erschien und für die er von der Gesellschaft eine Goldmedaille erhielt. Nachdem er in der Bibliotheek voor Theol. Letterkunde (Bibliothek für theologische Literatur) seine fünf verhandelingen over de eeuwigheid der straffen (Abhandlungen über die Ewigkeiten der Strafen) und in den Bijdr. tot de beoefening en Geschied. der Godgel. Wetenschappen (Beiträge zur Ausübung und Geschichte der theologischen Wissenschaften) seine Kritiek en Exegese van het N. T. (Kritik und Exegese des Neuen Testaments) veröffentlicht hatte, wurde er am 6. Mai 1810 Pfarrer in Grootbroek.
Dieses Amt trat er mit einer Predigt über das Evangelium nach Matthäus (17:5b) an. Auch in Grootbroek trat er als Autor in Erscheinung. So wäre seine in der Den Haagschen Gesellschaft 1811 veröffentlichte Ausführung Betoog dat de Doop en het Avondmaal, naar het oogmerk van Jezus instelling, door alle tijden dezer wereld moeten voortduren (Darlegung, dass Taufe und Abendmahl, aus der Sicht Jesu, über alle Zeiten dieser Welt andauern müssen), seine in Teylers Gottesgelehrten Gesellschaft beantworteten Preisfragen Over het gevoelen van J. A. Eberhard wegens den oorsprong van den Chr. Godsdienst (Über die Gefühle von J. A. Eberhard wegen des Ursprungs des christlichen Gottesdiensts, 1812) sowie Over den invloed van de byzondere karakters in persoonlijke denkwijzen der Evangelisten en Apostelen op derzelver geschriften (Über den Inhalt des besonderen Charakters in persönlichen Denkweisen der Evangelisten und Aposteln aus denselben Schriften, 1813) und seine in der Den Haagschen Gesellschaft veröffentlichten Bijdragen over hetgeen in de leerstellingen van Jezus en de Apostelen betrekking had tot de personen, tyden en plaatsen, in en onder welke zij leefden (Beiträge über dasjenige in den Lehrsätzen Jesu und der Apostel, das zu Personen, Zeiten und Orten, in und unter welchen sie lebten, in Beziehung steht) zu nennen.
Am 6. Oktober 1815 wurde er per königlichen Beschluss zum Professor der Theologie am Gymnasium Illustre in Franeker berufen, welches Amt er am 10. Dezember 1815 mit der Rede elementis disciplinae theologicae bene ac diligenter pertractandis (Anfänge theologischer Ausbildung gute und vorsichtige Behandlung) antrat. Als Rektor der Einrichtung 1816/17 legte er sein Amt am 6. November 1817 mit der Rede de singulari religionis christianae vi atque efficacitate ad piam honestamque puerorum educationem (Die ausgezeichnete christliche religiöse Kraft und Wirkung der frommen und ehrenvollen Erziehung der Kinder) nieder. 1818 wechselte er als Professor der Theologie an das Athenaeum Illustre Amsterdam, welches Amt er am 8. Juni mit der Rede de religionis Christianae disciplina verae ac nativae eloquentiae uberrima nutrice (Die christlich religiöse Ausbildung wahrer und natürlicher Rhetorik fruchtbarer Erziehung) antrat. 1819 wurde er vom Senat der Universität Leiden zum Ehrendoktor der Theologie ernannt. In Amsterdam hatte er Kirchengeschichte, Hermeneutik, natürliche Theologie, Dogmatik und Exegese unterrichtet. Zudem flossen in seine Vorträge Abhandlungen zur Ethik, Homiletik, Enzyklopädie und Methodologie ein. Auch war er Pfarrer des Athenaeums (Concionator Athenaei).
Nachdem er 1822 einen theologischen Lehrstuhl an der Universität Utrecht abgelehnt hatte, beriefen ihn die Kuratoren der Universität Leiden 1827 zum Professor der Theologie, mit dem Lehrauftrag der Auslegung des neuen Testaments. Daher hielt er am 16. September des Jahres in Amsterdam seine Abschiedspredigt über das 1. Buch der Chronik (29:15a) und übernahm am 22. September 1827 mit der Antrittsrede de grammatica literarum sacrarum interprete (Die grammatikalische Literatur heiliger Auslegung) seinen Leidener Lehrstuhl. In Leiden erschien 1829 seine Institutio Oratoris Sacri (Unterweisung heiliger Reden), welche er selbst als seine beste Arbeit bezeichnete. Zudem beteiligte er sich auch an den organisatorischen Aufgaben der Hochschule und war 1831/32 Rektor der Alma Mater. Diese Aufgabe legte er mit der Rede de Religionis Christianae efficacitate in bellum tum plane singulari, tun maxime salutari (Der christlichen Religion Wirksamkeit im Krieg natürlich charakteristisch, als besonderst willkommen) nieder. Er hielt sich weitgehend aus den theologischen Disputen seiner Zeit heraus. Viele seiner Publikationen, die er während seiner Professur verfasste, bewegten sich auf dem Gebiet der Exegese. Nachdem er am 16. Dezember 1849 seine Abschiedspredigt als Akademieprediger gehalten hatte, wurde er am 20. Dezember desselben Jahres emeritiert. Fortan widmete er sich noch der wissenschaftlichen Arbeit.
Van Hengel war Mitglied der Gesellschaft zur Verteidigung des christlichen Gottesdienstes in Den Haag, Kurator des stolpischen Legats an der Leidener Hochschule und Mitglied der Kommission für die Angelegenheiten der Ost- und westindischen Kirchen. Am 1. März 1819 wurde er resignierendes Mitglied des königlich niederländischen Institutes der Wissenschaften, 1825 ernannte ihn die Gesellschaft für niederländische Literatur in Leiden zu ihrem Mitglied und er wurde Ritter des Ordens vom niederländischen Löwen. Zudem war er Mitglied vieler in und ausländischen Gelehrtengesellschaften.

## Familie
Er heiratete am 8. August 1808 in Amsterdam Anna Maria Hupé (* 31. Januar 1783 in Amsterdam; † 13. März 1859), Witwe des Arztes Christiaan Biesterbos (verh. 7. März 1806 in Amsterdam) in Amsterdam, Tochter Friedrich Ullrich Hoepe und der Johanna van Regteren. Aus der Ehe stammen 10 Kinder, von denen fünf die Eltern überlebten. Von den Kindern kennt man:
- Charlotte Margaretha Clasina van Hengel († 9. Juli 1882 in Breda) verh. 18. Juli 1861 in Leiden mit Henricus Johannes Eliza van der Kop (* um 1799; † 23. August 1879 in Schoonhoven)
- Jacobus van Hengel (* 4. Dezember 1809 in Driehuizen; † 23. Dezember 1859 in Wieringen) verh. Dingena Schieveen (* 6. April 1812 in Schiedam; † 15. Mai 1903 in Voorburg)
- Joannes Fredericus van Hengel (* 6. März 1811 in Grootebroek; † 18. April 1892 in Hilversum) verh. 1. Mai 1840 in Leiden Henrica Peerlkamp (24. Januar  1811 in Dokkum; † 4. Dezember 1874 in Hilversum)
- Cornelis Petrus van Hengel (* 21. April 1812 in Grootebroek; † 18. Juni 1872 in Amsterdam) wurde Kaufmann, verh. 23. Mai 1846 in Rotterdam mit Johanna Clasina Koning (* 25. Juli 1824 in Rotterdam; † 20. März 1902 in Amsterdam)
- Frederik Ulderik (Frits) van Hengel (* 11. Januar 1814 in Grootebroek; † 15. Mai 1876 in Hilversum) wurde Pfarrer, verh. I. 4. November 1841 in Valkenburg mit Paulina Aletta van den Ende (* 15. September 1818 in Rotterdam; † 28. Oktober 1853 in Batavia (Jakarta)) verh. II. am 15. Dezember 1854 in Batavia (Jakarta) mit Maria van der Plas (* 10. Juni 1821 in Breda; † 18. Dezember 1871 in Hilversum), verh. III. 26. November 1873 in Den Haag mit Wilhelmina Catharina van der Hart (* 17. Juni 1830 in Mons (Bergen); † 24. November 1889 in Den Haag)
- Anna Maria van Hengel (* 11. Januar 1817 in Franeker; † 15. Januar 1817 ebenda)
- Margaretha Joanna Petronella van Hengel (* 5. Mai 1818 in Franeker; † 19. April in Schoonhoven) verh. 18. April 1845 in Leiden mit Christiaan Jan van Ketwich (* 25. Februar 1818 in Zwolle; † 22. Dezember 1903 in Leiden)
- Hermanus Joannes van Hengel (* 8. Juli 1820 in Amsterdam; † 25. April 1899 in Oene) wurde Arzt, verh. 30. Oktober 1850 in Epe mit Anna Hendrika Wilhelmina Dalhuisen (* 14. August 1825 in Oene; † 13. Oktober 1860 ebenda)

## Schriften (Auswahl)
- Hulde aan God, wegens de rampzalige verwoesting in de stad Leyden, voorgevallen den 12 January dezes Jaars 1807. Leiden 1807. (Online)
- Oratio de elementis disciplinae theologicae bene ac Diligenter Pertractandis. Leeuwarden 1816. (Online)
- Oratio de religionis christianae disciplina verae ac nativae Eloquentiae uberrima nutrice. 1818. (Online)
- Annotatio in loca nonnulla Novi Testamenti. Amsterdam 1824. (Online)
- Leerredenen. 1. Bd. 2. Aufl. Amsterdam 1828. (Online)
- Disputatio de bonorum communione, ad Antiquissimis Christi sectatoribus Institua. 1823. (Online)
- Institutio oratoris sacri. Leiden 1829. (Online)
- Sint-Nikolaas en het Sint-Nikolaas-feest. Leiden 1831. (Online)
- Geschiedenis der zedelyke en godsdienstige Beschavung van het Hedendaagsche Europa. 1. Bd. Amsterdam 1831. (Online); 2. Bd. Amsterdam 1836. (Online); 3. Bd. Zalt Bommel, 1841 (Online), Leiden 1866. (Online)
- Oratio de religionis christianae efficacitate in bellum, cum plane singulari, tum Maxime Salutari. Leiden 1832. (Online)
- Memoria Joannis van Voorst, Theologiae Doctoris et Professoris in Academia Lugduno-Batava. Leiden 1834. (Online)
- Commentarius perpetuus in Epistolam Pauli ad Philippenses. Leiden und Amsterdam 1838. (Online)
- Vijf brieven over Das Leben Jesu, kritisch bearbeitet von Dr. D. F. Strauss, III Auflage, in het algemeen, en over een gedeelte der Lijdensgeschiedenis in het Bijzonder. Leiden 1839. (Online)
- Korte schets der akademische lessen over de evangeliebediening in de Nederlandsche Kerk. Leiden 1840. (Online)
- Bevestiging van Frederik Ulrik van Hengel als evangeliedienaar in de Oostindische Kerk. Den Haag 1841. (Online)
- Keizer Hendrik de derde: een tafereel van ’s mans leven, deugden en verdiensten. Leiden 1844. (Online)
- Tweede Achttal leerredenen. Leiden 1844. (Online)
- Toespraak bij het graf van Joannes Clarisse, in leven a.l.m. theol. 1846. (Online)
- Afscheidsrede als Akademieprediker aan de Hoogeschool te Leyden. Leiden 1850.(Online)
- Over de godgeleerdheid in het algemeen en hare betrekking tot het onderwijs op ’s Lands Hoogescholen in het bijzonder. Leiden 1850. (Online)
- Commentarius perpetuus in prioris Pauli ad Corinthios epistolae caput quantum Decimum cum Epistola ad Winerum theologum Lipsiensium. 1851. (Online)
- Interpretatio Epistolae Pauli ad Romanos, primum in Lectionibus Academicis proposita nuc novis curis ad editionem Patra. Leiden und Leipzig, 1854. Tomus 1 (Online), Tomus 2 (Online)
- Iets over het wenschelijke eener nieuwe Nederduitsche bijbel-vertaling. Arnhem 1855. (Online)
- Het wenschelijke eener nieuwe Nederduitsche vertaling van den Bijbel in het algemeen en van het Nieuwe Testament in het Bijzonder, volgens de nu Gelegde Grondslagen. Amsterdam 1855. (Online)
- De Gave der Talen. Leiden 1864. (Online)